# Berchtesgaden Alperne
Berchtesgaden Alperne er en bjergkæde i den tyske delstat Bayern og den østrigske delstat Salzburg. Kæden danner en ring rundt om den lille tyske by Berchtesgaden. Mod øst, syd og vest danner Berchtesgaden Alperners hovedkam grænsen mod Salzburg. Mod nord danner en højderyd en naturlig barriere mod resten af Bayern. Kun mod nordøst åbner bjergkæden sig, hvor floden Königsseeache, der er Königssees afløb, krydser grænsen mellem Bayern og Salzburg.

## Afgrænsning
Berchtesgaden Alperne afgrænses
- mod vest af Saalach (mod Kitzbühel Alperne, Steinberge og Chiemgau Alperne).
- mod øst af Salzach (mod Salzkammergut-bjergene og Tennengebirge).
- mod syd af floderne Urslau og Trockenbach og de mellemliggende bjergpas Filzenpasset og Dientner Sattel.

Mod nord strækker Berchtesgaden Alperne sig helt frem til byen Salzburg.

## Bjergtoppe
De højeste bjergtinder i Berchtesgaden Alperne er:
- Hochkönig (2.941 moh)
- Kummetstein (2.875 moh)
- Großer Bratschenkopf (2.859 moh)
- Lammkopf (2.844 moh)
- Hochseiler (2.793 moh)

Det mest kendte bjerg er derimod Watzmann (2.713 moh), der troner over Berchtesgaden og Königssee.

## Øvrige inddelinger
Berchtesgaden Alperne omslutter med sin ringsformede bjergkæde Berchtesgaden-dalen (Berchtesgadener Talkessel), der består af de fem bayerske kommuner Berchtesgaden, Bischofswiesen, Marktschellenberg, Ramsau og Schönau am Königssee. Fra Berchtesgaden, der er dalens geografiske, kulturelle og historiske centrum, strækker tre mindre sidedale sig ind i bjergene:
- Sydfra kommer floden Königssee Ache fra Königssee. I denne dal ligger Schönau.
- Vestfra kommer floden Ramsauer Ache. Denne dal hører til kommunen Ramsau og fortsætter nordover til Schwarzbachwachtpasset.
- Mod nordvest på vej mod Hallthurmpasset ligger Bischofswiesen. Denne dals flod hedder Bischofswiesener Ache.
- Nord for Berchtesgaden ligger Marktschellenberg.

I de salzburgske dele af Berchtesgaden Alperne findes kun mindre dale, og ingen af disse er beboet.
Berchtesgaden Alperne deles op i ni undergrupper:
- Göllstock (2.522 moh i Hoher Göll, Bayern/Salzburg) nordøst for Königssee;
- Hagengebirge (2.363 moh i Großes Teufelshorn, Bayern/Salzburg) øst for Königssee;
- Hochkönigstock (2.941 moh i Hochkönig, Salzburg) længst mod syd, bjergkædens højeste bjerg;
- Steinernes Meer (2.655 moh i Selbhorn, Salzburg) syd for Königssee;
- Watzmannstock (2.713 moh i Watzmann-Mittelspitze, Bayern), vest for Königssee
- Hochkaltergebirge (2.607 moh i Hochkalter, Bayern), vest for Watzmannstock;
- Reiter Alm (2.286 moh i Stadelhorn, Bayern/Salzburg) nordvest for Hochkaltergebirge;
- Lattengebirge (1.735 moh i Karkopf, Bayern), nordøst for Reiter Alm;
- Untersberg (1.973 moh i Berchtesgadener Hochthron, Bayern), som er den nordligste undergruppe.

De eneste vejpas over Berchtesgaden Alperne er de to bjergovergange til Bad Reichenhall i nord: Schwarzbachwachtpasset ligger mellem Reiter Alm og Lettengebirge; Hallthurmpasset ligger mellem Lattengebirge og Untersberg.

## Geologi
Som i de øvrige nordlige Kalkalper er kalksten den dominerende bjergart. Det øverste lag i Berchtesgaden Alperne består af kalk, som er rig på muslingeskaller. Under dette op til 1.000 meter tykke lag finder man dolomit. Bjerggrunden i Berchtesgaden Alperne er også rig på mineraler, som var og er grundlag for en lønsom minedrift. Hovedsagelig udnyttes saltforekomsterne, men også sølv, mangan, kobber og jern har været udvundet.

## Natur
Store dele af Berchtesgaden Alperne er beskyttet som nationalpark. Hvirveldyrfaunaen er righoldig med bl.a. 15 arter af fisk, 16 padder og krybdyr og omkring 100 fuglearter. Blandt pattedyrene findes gemse, alpestenbuk (genindført i 1930'erne) og alpemurmeldyr.